# Nati nel 1981/Novembre
| Questa pagina contiene informazioni ricavate automaticamente dalle voci biografiche con l'ausilio del template Bio e di un bot. L'aggiornamento è periodico e automatico e ricostruisce completamente la pagina. Se manca una persona in questa lista, sei pregato di non aggiungerla, ma accertati piuttosto che la sua voce biografica contenga il template Bio e che i dati anagrafici siano correttamente compilati. Se il template Bio manca, inseriscilo tu stesso o, in alternativa, metti l'avviso {{tmp\|Bio}} che ne segnala la mancanza. Se i dati riportati sono sbagliati, correggi direttamente la voce biografica; le modifiche saranno visibili in questa lista entro pochi giorni. Per chiarimenti vedi il progetto biografie. La lista contiene solo le 381 persone che sono citate nell'enciclopedia e per le quali è stato implementato correttamente il template Bio. Pagina aggiornata al 10 ago 2025. |

- 1º novembre - Pierre Fitch, attore pornografico e disc jockey canadese
- 1º novembre - Thiago Fragoso, attore, conduttore televisivo e cantante brasiliano
- 1º novembre - Karolis Jasaitis, ex calciatore lituano
- 1º novembre - Stian Johnsen, giocatore di calcio a 5, allenatore di calcio e ex calciatore norvegese
- 1º novembre - Matt Jones, attore statunitense
- 1º novembre - Tommy Karevik, cantante svedese
- 1º novembre - Marie Luv, ex attrice pornografica e regista statunitense
- 1º novembre - Léo Margarit, batterista francese
- 1º novembre - Coco Martin, attore filippino
- 1º novembre - Evan Mathis, ex giocatore di football americano statunitense
- 1º novembre - LaTavia Roberson, cantautrice, attrice e personaggio televisivo statunitense
- 1º novembre - Pnina Tamano-Shata, avvocato e giornalista israeliana
- 1º novembre - Wu Pingfeng, ex calciatore cinese
- 2 novembre - Esha Deol, attrice indiana
- 2 novembre - Monica Iozzi, attrice, conduttrice televisiva e doppiatrice brasiliana
- 2 novembre - Goran Marić, pallavolista serbo
- 2 novembre - Rafael Márquez Lugo, ex calciatore messicano
- 2 novembre - Katharine Isabelle, attrice canadese
- 2 novembre - Martina Ratej, giavellottista slovena
- 2 novembre - Germán Ré, ex calciatore argentino
- 2 novembre - Avy Scott, ex attrice pornografica statunitense
- 2 novembre - Seth Scott, ex cestista statunitense
- 2 novembre - Tat'jana Tot'mjanina, ex pattinatrice artistica su ghiaccio russa
- 2 novembre - Ai, cantante giapponese
- 2 novembre - Lisa Westerhof, velista olandese
- 2 novembre - Roddy White, ex giocatore di football americano statunitense
- 3 novembre - Onán Barreiros, velista spagnolo
- 3 novembre - Cao Zhongrong, pentatleta cinese
- 3 novembre - Karlos Dansby, giocatore di football americano statunitense
- 3 novembre - Andreas Eriksson, ex calciatore svedese
- 3 novembre - Kenneth Fabricius, ex calciatore danese
- 3 novembre - Fronda, rapper svedese
- 3 novembre - Anneliese Heard, triatleta britannica
- 3 novembre - Jermaine Jones, allenatore di calcio e ex calciatore tedesco
- 3 novembre - Diego López, ex calciatore spagnolo
- 3 novembre - Rodrigo Millar, ex calciatore cileno
- 3 novembre - Miss Jackie, modella e ex wrestler statunitense
- 3 novembre - Rohan Reid, calciatore giamaicano
- 3 novembre - Haris Skenderović, procuratore sportivo e ex calciatore bosniaco
- 3 novembre - Davide Torosantucci, ex ciclista su strada italiano
- 3 novembre - Bobbie Traksel, ex ciclista su strada olandese
- 3 novembre - Matías Vuoso, ex calciatore argentino
- 4 novembre - Adriana Araújo, pugile brasiliana
- 4 novembre - Pankracije Barać, ex cestista croato
- 4 novembre - Tat'jana Kovylina, modella russa
- 4 novembre - Levi Kreis, attore e cantante statunitense
- 4 novembre - Michele Maganza, attore italiano
- 4 novembre - Lakshmi Menon, modella indiana
- 4 novembre - Enrique Parada, ex calciatore boliviano
- 4 novembre - Jérôme Schneider, ex calciatore svizzero
- 4 novembre - Martina Strutz, astista tedesca
- 4 novembre - Vince Wilfork, ex giocatore di football americano statunitense
- 4 novembre - Xu Yan, judoka cinese
- 5 novembre - Marios Antōniou, ex calciatore cipriota
- 5 novembre - Džemal Berberović, ex calciatore bosniaco
- 5 novembre - Flavio Cannone, ginnasta italiano
- 5 novembre - Reyjavick De Gracia, ex cestista panamense
- 5 novembre - Alexis Jemal, schermitrice statunitense
- 5 novembre - Hiromichi Kunikawa, pilota motociclistico giapponese
- 5 novembre - Matt Oates, regista, sceneggiatore e produttore cinematografico statunitense
- 5 novembre - Ksenija Sobčak, politica, conduttrice televisiva e giornalista russa
- 5 novembre - José Luis Villanueva, ex calciatore cileno
- 5 novembre - Ashley Walden, ex slittinista statunitense
- 5 novembre - Valerio la Martire, scrittore italiano
- 6 novembre - Jorge Achucarro, calciatore paraguaiano
- 6 novembre - Andrea Casu, politico italiano
- 6 novembre - Rony Fahed, ex cestista libanese
- 6 novembre - Kaspars Gorkšs, ex calciatore lettone
- 6 novembre - Sylwia Gruchała, schermitrice polacca
- 6 novembre - Luke Jackson, ex cestista e allenatore di pallacanestro statunitense
- 6 novembre - Vonta Leach, giocatore di football americano statunitense
- 6 novembre - Lee Dong-wook, attore sudcoreano
- 6 novembre - Scott Martin, copilota di rally britannico
- 6 novembre - Frédéric Mendy, ex calciatore senegalese
- 6 novembre - Daniela Meuli, ex snowboarder svizzera
- 6 novembre - Elie Rustom, cestista libanese
- 6 novembre - Gennaro Silvestro, attore italiano
- 6 novembre - Uday Taleb, ex calciatore iracheno
- 6 novembre - Sarah Taylor, ex tennista statunitense
- 7 novembre - Davy De Beule, ex calciatore belga
- 7 novembre - Xavier Kapfer, pallavolista francese
- 7 novembre - Nana Katase, attrice e modella giapponese
- 7 novembre - Saša Ranić, ex calciatore sloveno
- 7 novembre - Abdón Reyes Cardozo, allenatore di calcio e ex calciatore boliviano
- 7 novembre - Nicola Rodigari, ex pattinatore di short track italiano
- 7 novembre - Anushka Shetty, attrice, modella e ballerina indiana
- 7 novembre - Lily Thai, ex attrice pornografica statunitense
- 7 novembre - Kathy Wambe, ex cestista belga
- 8 novembre - Jéssica Augusto, mezzofondista, siepista e maratoneta portoghese
- 8 novembre - Choi Won-kwon, calciatore sudcoreano
- 8 novembre - Joe Cole, allenatore di calcio e ex calciatore inglese
- 8 novembre - Taylor Coppenrath, ex cestista statunitense
- 8 novembre - Emanuela, cantante bulgara
- 8 novembre - Bradley Davis, ex calciatore statunitense
- 8 novembre - Jocelin Donahue, attrice statunitense
- 8 novembre - Omar Jawo, ex calciatore svedese
- 8 novembre - Juby Johnson, ex cestista statunitense
- 8 novembre - Gilbert Kaburu, ex nuotatore ugandese
- 8 novembre - Yann Kermorgant, ex calciatore francese
- 8 novembre - Cătălin Popa, arbitro di calcio rumeno
- 8 novembre - Brian Rast, giocatore di poker statunitense
- 8 novembre - Azura Skye, attrice statunitense
- 8 novembre - Dana Swanson, cantante, attrice e sceneggiatrice statunitense
- 8 novembre - Orion Weiss, pianista statunitense
- 9 novembre - Ben Burgess, ex calciatore irlandese
- 9 novembre - Il Cile, cantautore e chitarrista italiano
- 9 novembre - Tim Knauer, attore, doppiatore e conduttore radiofonico tedesco
- 9 novembre - Eyedea, rapper statunitense († 2010)
- 9 novembre - Jobi McAnuff, ex calciatore giamaicano
- 9 novembre - Yaima Ortíz, ex pallavolista cubana
- 9 novembre - Claudia Ortiz, modella peruviana
- 9 novembre - Mohammed Qassim, calciatore emiratino
- 9 novembre - Cosmin Radu, pallanuotista rumeno
- 9 novembre - Jorge Ribeiro, ex calciatore portoghese
- 9 novembre - Lyn, cantante sudcoreana
- 9 novembre - Euzebiusz Smolarek, ex calciatore polacco
- 9 novembre - Elena Soja, sincronetta russa
- 9 novembre - Scottie Thompson, attrice e ballerina statunitense
- 9 novembre - Gauthier de Tessières, ex sciatore alpino francese
- 10 novembre - Armin Ambach, ex hockeista su ghiaccio italiano
- 10 novembre - Samantha Arsenault, nuotatrice statunitense
- 10 novembre - Ján Ďurica, allenatore di calcio e ex calciatore slovacco
- 10 novembre - Thibault Garnier, ex sciatore alpino francese
- 10 novembre - Ezequiel Garré, ex calciatore argentino
- 10 novembre - Dave Graham, arrampicatore statunitense
- 10 novembre - Paul Kipsiele Koech, siepista e mezzofondista keniota
- 10 novembre - Perla Liberatori, doppiatrice e direttrice del doppiaggio italiana
- 10 novembre - Philbert Mercéus, ex calciatore haitiano
- 10 novembre - Ryback, conduttore radiofonico e ex wrestler statunitense
- 10 novembre - Natalia Serena, pallavolista italiana
- 10 novembre - Valentina Serena, pallavolista italiana
- 10 novembre - Evandro Vieira Souza, giocatore di calcio a 5 brasiliano
- 10 novembre - Wesley Barbosa de Morais, ex calciatore brasiliano
- 11 novembre - Gastón Aguirre, ex calciatore argentino
- 11 novembre - Jadranka Barjaktarović, cantante montenegrina
- 11 novembre - Massimiliano Benassi, ex calciatore italiano
- 11 novembre - Esteban Dreer, ex calciatore argentino
- 11 novembre - Natalie Glebova, modella canadese
- 11 novembre - Raphael Gualazzi, cantautore e pianista italiano
- 11 novembre - Susan Kelechi Watson, attrice statunitense
- 11 novembre - Kim Jung-joo, pugile sudcoreano
- 11 novembre - Arlind Qori, politico, pedagogo e attivista albanese
- 11 novembre - Stephen Rowbotham, canottiere britannico
- 11 novembre - Frankie Shaw, attrice, sceneggiatrice e regista statunitense
- 11 novembre - Miroslav Slepička, calciatore e artista marziale misto ceco
- 11 novembre - Tiras Wade, ex cestista statunitense
- 11 novembre - Abril Zamora, attrice, sceneggiatrice e regista spagnola
- 11 novembre - Guglielmo di Lussemburgo, nobile lussemburghese
- 12 novembre - Annika Becker, ex astista tedesca
- 12 novembre - Tomasz Bednarek, ex tennista polacco
- 12 novembre - Dudley Campbell, ex calciatore inglese
- 12 novembre - Sergio Floccari, dirigente sportivo e ex calciatore italiano
- 12 novembre - Jung Chang-yong, schermidore sudcoreano
- 12 novembre - Lu Feng, ex calciatore cinese
- 12 novembre - Marcel Augusto Ortolan, ex calciatore brasiliano
- 12 novembre - Leonardo Talamonti, ex calciatore argentino
- 12 novembre - Gibril Wilson, ex giocatore di football americano sierraleonese
- 13 novembre - Roger Alexander, ex calciatore anglo-verginiano
- 13 novembre - Leila Ben Youssef, ex astista tunisina
- 13 novembre - Vladimir Božović, ex calciatore montenegrino
- 13 novembre - Daniela Ciampitti, cantautrice italiana
- 13 novembre - Mirela Delić, pallavolista croata
- 13 novembre - Wesley Hunt, politico e ex militare statunitense
- 13 novembre - Alessandro Mereu, fumettista, cantante e blogger italiano
- 13 novembre - Greg Minnaar, mountain biker sudafricano
- 13 novembre - Kirsten Price, attrice pornografica statunitense
- 13 novembre - Shawn Yue, cantante e attore cinese
- 13 novembre - Walter Zunino, ex calciatore argentino
- 14 novembre - Khaled Saad, ex calciatore giordano
- 14 novembre - Vanessa Bayer, attrice statunitense
- 14 novembre - José Alberto Benítez, ex ciclista su strada spagnolo
- 14 novembre - Stefania Blancuzzi, ex calciatrice italiana
- 14 novembre - Álex García, attore spagnolo
- 14 novembre - Arabella Steinbacher, violinista tedesca
- 14 novembre - Russell Tovey, attore britannico
- 14 novembre - Emad el-Geziry, pentatleta egiziano
- 15 novembre - Jamale Aarrass, mezzofondista francese
- 15 novembre - Cristian Arias, ex cestista dominicano
- 15 novembre - Stéphanie Bouvier, pattinatrice di short track francese
- 15 novembre - Diego Gaúcho, ex calciatore brasiliano
- 15 novembre - Lorena Ochoa, golfista messicana
- 15 novembre - Natko Rački, ex calciatore croato
- 15 novembre - Brian Shelley, ex calciatore irlandese
- 15 novembre - Joyce Zhao, cantante, attrice e conduttrice televisiva taiwanese
- 16 novembre - Çiçek Acar, attrice turca
- 16 novembre - Jose Burciaga Jr., ex calciatore statunitense
- 16 novembre - Marco Castellani, cantante e paroliere italiano
- 16 novembre - Allison Crowe, cantautrice e pianista canadese
- 16 novembre - Gregoor van Dijk, ex calciatore olandese
- 16 novembre - Élson Falcão da Silva, ex calciatore brasiliano
- 16 novembre - Heath Francis, atleta paralimpico australiano
- 16 novembre - Caitlin Glass, doppiatrice e sceneggiatrice statunitense
- 16 novembre - Marcel Heinig, triatleta tedesco
- 16 novembre - Anna Lindberg, ex tuffatrice svedese
- 16 novembre - Kate Miller-Heidke, cantautrice e attrice australiana
- 16 novembre - Anastasija Novikava, sollevatrice bielorussa
- 16 novembre - Ry Russo-Young, regista e sceneggiatrice statunitense
- 16 novembre - Crisula Stafida, attrice italiana
- 16 novembre - Osi Umenyiora, ex giocatore di football americano statunitense
- 17 novembre - Simon Ford, ex calciatore inglese
- 17 novembre - Cecilia Freire, attrice spagnola
- 17 novembre - Massimo Ganci, allenatore di calcio e ex calciatore italiano
- 17 novembre - Sarah Harding, cantante, attrice e modella britannica († 2021)
- 17 novembre - Alexander Harkam, arbitro di calcio austriaco
- 17 novembre - Serhij Grybanov, ex calciatore ucraino
- 17 novembre - Nebojša Joksimovič, ex cestista sloveno
- 17 novembre - Kim Dong-hyun, artista marziale misto sudcoreano
- 17 novembre - Kyle Dean Massey, attore e cantante statunitense
- 17 novembre - Bojana Novaković, attrice serba
- 17 novembre - Park Mi-young, tennistavolista sudcoreana
- 17 novembre - Kevin Young, allenatore di pallacanestro statunitense
- 18 novembre - Alaa Abd el-Fattah, blogger, informatico e attivista egiziano
- 18 novembre - Alexandre Boucicaut, ex calciatore haitiano
- 18 novembre - Figaro Ceng, attore taiwanese
- 18 novembre - Mekia Cox, attrice e ballerina statunitense
- 18 novembre - Thierry Dusautoir, rugbista a 15 francese
- 18 novembre - Andrea Felber, ex sciatrice alpina austriaca
- 18 novembre - Geronimo Goeloe, velocista
- 18 novembre - Mike Jones, rapper e attore statunitense
- 18 novembre - Lee Sang-ho, ex calciatore sudcoreano
- 18 novembre - Nasim Pedrad, attrice iraniana
- 18 novembre - Vittoria Puccini, attrice italiana
- 18 novembre - Maggie Stiefvater, scrittrice statunitense
- 18 novembre - Allison Tolman, attrice statunitense
- 18 novembre - Christina Vidal, attrice e cantautrice statunitense
- 19 novembre - Carlos Araujo, ex calciatore argentino
- 19 novembre - Moor Mother, poetessa, musicista e attivista statunitense
- 19 novembre - Marcus Banks, ex cestista statunitense
- 19 novembre - Evgenija Chachina, ex fondista russa
- 19 novembre - Gaël Danic, ex calciatore francese
- 19 novembre - Silvia Eccher, ex calciatrice e allenatrice di calcio italiana
- 19 novembre - Ian Evatt, allenatore di calcio e ex calciatore inglese
- 19 novembre - Giacomo Falcini, schermidore italiano
- 19 novembre - Reginald Faria, ex calciatore surinamese
- 19 novembre - Juan Martín Fernández Lobbe, rugbista a 15 e allenatore di rugby a 15 argentino
- 19 novembre - André Lotterer, pilota automobilistico tedesco
- 19 novembre - Erica Marchetti, velocista italiana
- 19 novembre - Eriko Nakamura, attrice, doppiatrice e cantante giapponese
- 19 novembre - Aleksandr Osminin, pianista russo
- 19 novembre - Rory Palmer, politico britannico
- 19 novembre - Serhij Pšenyčnych, ex calciatore ucraino
- 19 novembre - Sydney Sibilia, regista, sceneggiatore e produttore cinematografico italiano
- 19 novembre - Tate Smith, canoista australiano
- 19 novembre - Yfke Sturm, modella olandese
- 19 novembre - Francesco Valente, batterista italiano
- 20 novembre - Yūko Asami, cantante e conduttrice radiofonica giapponese
- 20 novembre - Carlos Boozer, ex cestista statunitense
- 20 novembre - Chiara Gagnarli, politica italiana
- 20 novembre - Jim Goodwin, allenatore di calcio e ex calciatore irlandese
- 20 novembre - Espen Hoff, ex calciatore norvegese
- 20 novembre - Juko Kavaguti, ex pattinatrice artistica su ghiaccio giapponese
- 20 novembre - Jean-Pierre Mifsud Triganza, calciatore maltese
- 20 novembre - Andrea Riseborough, attrice britannica
- 20 novembre - Ronnie Romero, cantante cileno
- 20 novembre - İbrahim Toraman, ex calciatore turco
- 20 novembre - Kimberley Walsh, attrice e cantante britannica
- 20 novembre - Emily Wells, cantante, polistrumentista e compositrice statunitense
- 20 novembre - Ye Li, cestista cinese
- 21 novembre - Ben Adams, cantautore britannico
- 21 novembre - Tony Azevedo, pallanuotista statunitense
- 21 novembre - Sebastián Creus, pallavolista argentino
- 21 novembre - Erika Dicht, ex sciatrice alpina svizzera
- 21 novembre - Goran Fiorentini, pallanuotista croato
- 21 novembre - Tekkyū Kayō, pilota motociclistico giapponese
- 21 novembre - Werknesh Kidane, ex mezzofondista etiope
- 21 novembre - Miloš Korolija, ex pallanuotista e allenatore di pallanuoto serbo
- 21 novembre - Ainārs Kovals, giavellottista lettone
- 21 novembre - Jonny Magallón, ex calciatore messicano
- 21 novembre - Amra Mehmedić, ex cestista bosniaca
- 21 novembre - Simona Păduraru, nuotatrice rumena
- 21 novembre - Park Hae-soo, attore sudcoreano
- 21 novembre - Akshay Venkatesh, matematico indiano
- 21 novembre - Pedro Costa, ex calciatore portoghese
- 22 novembre - Christopher Burton, cavaliere australiano
- 22 novembre - Jonathan Douglas, ex calciatore irlandese
- 22 novembre - Seweryn Gancarczyk, ex calciatore polacco
- 22 novembre - Ska Keller, politica tedesca
- 22 novembre - Aleksandr Kroxmal', ex calciatore kazako
- 22 novembre - Braulio Leal, calciatore cileno
- 22 novembre - Shangela Laquifa Wadley, personaggio televisivo e attore statunitense
- 22 novembre - Valdir Sequeira, pallavolista portoghese
- 22 novembre - Song Hye-kyo, attrice sudcoreana
- 22 novembre - Pape Sow, ex cestista senegalese
- 22 novembre - Zoltán Szélesi, ex calciatore ungherese
- 23 novembre - Daniel Baldi, ex calciatore e scrittore uruguaiano
- 23 novembre - Álex Barahona, attore spagnolo
- 23 novembre - Nick Carle, ex calciatore australiano
- 23 novembre - Clément Ducol, compositore francese
- 23 novembre - Yorgen Fenech, imprenditore maltese
- 23 novembre - Stefan Groothuis, pattinatore di velocità su ghiaccio olandese
- 23 novembre - Luis Henríquez, calciatore panamense
- 23 novembre - Will Hesmer, ex calciatore statunitense
- 23 novembre - Kalle Karlsson, allenatore di calcio e giornalista svedese
- 23 novembre - César Pereyra, ex calciatore argentino
- 23 novembre - Nelson Ramos, ex calciatore colombiano
- 23 novembre - Marcos de Azevedo, ex calciatore brasiliano
- 24 novembre - Vule Avdalović, allenatore di pallacanestro e ex cestista serbo
- 24 novembre - Michael Patrick Carter, attore statunitense
- 24 novembre - Kurtis Foster, allenatore di hockey su ghiaccio e ex hockeista su ghiaccio canadese
- 24 novembre - Juan Pablo García, ex calciatore messicano
- 24 novembre - Iván Hernández, pugile messicano
- 24 novembre - Celina Jaitley, attrice indiana
- 24 novembre - Morgan James, cantautrice e attrice statunitense
- 24 novembre - Julija Makarova, ex biatleta russa
- 24 novembre - Mads Rasmussen, canottiere danese
- 24 novembre - Lauren Woolstencroft, sciatrice alpina canadese
- 25 novembre - Xabi Alonso, allenatore di calcio e ex calciatore spagnolo
- 25 novembre - Sergio Blanco, ex calciatore uruguaiano
- 25 novembre - Jean-Baptiste Del Amo, scrittore francese
- 25 novembre - Laisiasa Gataurua, calciatore figiano
- 25 novembre - Jonas Grosch, regista e sceneggiatore tedesco
- 25 novembre - Jared Jeffries, ex cestista statunitense
- 25 novembre - Alan Jouban, artista marziale misto e modello statunitense
- 25 novembre - Michele Lissia, politico italiano
- 25 novembre - Marita Payne, ex cestista australiana
- 25 novembre - Ruslan Pimenov, ex calciatore russo
- 25 novembre - Sydney Plaatjies, ex calciatore namibiano
- 25 novembre - Pretty Lights, musicista e produttore discografico statunitense
- 25 novembre - Mauricio Rua, artista marziale misto brasiliano
- 25 novembre - Amy Seimetz, attrice, sceneggiatrice e regista statunitense
- 25 novembre - Marcus Taylor, ex cestista statunitense
- 25 novembre - Chevon Troutman, ex cestista statunitense
- 26 novembre - Diogo Amaral, cantante e attore portoghese
- 26 novembre - Stephan Andersen, ex calciatore danese
- 26 novembre - Natasha Bedingfield, cantante britannica
- 26 novembre - Isaac Boakye, ex calciatore ghanese
- 26 novembre - Boris Brejcha, disc jockey e produttore discografico tedesco
- 26 novembre - Arjola Dedaj, atleta paralimpica italiana
- 26 novembre - Julian Dorio, musicista e batterista statunitense
- 26 novembre - Natalie Gauci, cantante australiana
- 26 novembre - Timo Heinonen, cestista finlandese
- 26 novembre - Gina Kingsbury, ex hockeista su ghiaccio canadese
- 26 novembre - Zola Matumona, ex calciatore congolese (Repubblica Democratica del Congo)
- 26 novembre - Sam Mulipola, ex calciatore samoano americano
- 26 novembre - Jon Ryan, ex giocatore di football americano canadese
- 26 novembre - Aurora Snow, ex attrice pornografica statunitense
- 26 novembre - Matteo Vanzan, militare italiano († 2004)
- 27 novembre - Bruno Alves, dirigente sportivo e ex calciatore portoghese
- 27 novembre - Sibille Attar, cantante svedese
- 27 novembre - AniMe, disc jockey e produttrice discografica italiana
- 27 novembre - Olof Dreijer, disc jockey e produttore discografico svedese
- 27 novembre - Theo Eltink, ex ciclista su strada e ciclocrossista olandese
- 27 novembre - Sarah Groff, triatleta statunitense
- 27 novembre - Branko Jorović, ex cestista e allenatore di pallacanestro serbo
- 27 novembre - Denis Leamy, ex rugbista a 15, allenatore di rugby a 15 e giornalista irlandese
- 27 novembre - Ivan Ninčević, ex pallamanista croato
- 27 novembre - Matthew Taylor, ex calciatore inglese
- 28 novembre - Olly Barkley, rugbista a 15 britannico
- 28 novembre - Riccardo Bizzotto, giocatore di beach volley italiano
- 28 novembre - Louise Bourgoin, attrice, modella e conduttrice televisiva francese
- 28 novembre - Roel Brouwers, ex calciatore olandese
- 28 novembre - Gianluca Manganiello, arbitro di calcio italiano
- 28 novembre - Fabienne Meyer, bobbista svizzera
- 28 novembre - Pontsho Moloi, ex calciatore botswano
- 28 novembre - Ludwig Paischer, judoka austriaco
- 28 novembre - Erick Rowan, wrestler statunitense
- 29 novembre - Stevan Bates, allenatore di calcio e ex calciatore serbo
- 29 novembre - Manel Expósito, allenatore di calcio e ex calciatore spagnolo
- 29 novembre - Eri Ishikawa, attrice e regista giapponese
- 29 novembre - Fawad Khan, cantante e attore pakistano
- 29 novembre - Ad Sluijter, chitarrista olandese
- 29 novembre - Bakhyt Särsekbaev, pugile kazako
- 29 novembre - Nicholas Teo, cantante e attore malese
- 29 novembre - Souleymane Youla, calciatore guineano
- 30 novembre - Houda Benyamina, regista francese
- 30 novembre - María Castro, attrice spagnola
- 30 novembre - Chen Qiufan, scrittore di fantascienza cinese
- 30 novembre - Steffen Driesen, nuotatore tedesco
- 30 novembre - Teddy Dunn, attore statunitense
- 30 novembre - Otto Fredrikson, ex calciatore finlandese
- 30 novembre - Laurent Fressinet, scacchista francese
- 30 novembre - Adrian Gheorghiu, ex calciatore rumeno
- 30 novembre - Eduardo Gonçalves de Oliveira, ex calciatore brasiliano
- 30 novembre - Luo Jin, attore e cantante cinese
- 30 novembre - Márcio Richardes, ex calciatore brasiliano
- 30 novembre - Marcus Mokaké, ex calciatore camerunese
- 30 novembre - Pedro Oliveira, allenatore di calcio e ex calciatore portoghese
- 30 novembre - Sebastian Przyrowski, calciatore polacco
- 30 novembre - Emanuele Sborgia, pallavolista italiano
- 30 novembre - Elroy Smith, calciatore beliziano
- 30 novembre - Maya Zapata, attrice messicana